# Chambilly
Chambilly är en kommun i departementet Saône-et-Loire i regionen Bourgogne-Franche-Comté i östra Frankrike. Kommunen ligger i kantonen Marcigny som tillhör arrondissementet Charolles. År 2022 hade Chambilly 471 invånare.

## Befolkningsutveckling
Antalet invånare i kommunen Chambilly
| Referens: INSEE |